# جلان ستيوارت
جلان ستيوارت (بالإنجليزية: Glen Stewart)‏ هو لاعب كرة قاعدة أمريكي، ولد في 29 سبتمبر 1912 في تولاهوما في الولايات المتحدة، وتوفي في 11 فبراير 1997 في ممفيس في الولايات المتحدة.

## وصلات خارجية
- جلان ستيوارت على موقع دوري كرة القاعدة الرئيسي (الإنجليزية)
- جلان ستيوارت على موقعبيزبول رفرنس.كوم (الدوري الرئيسي) (الإنجليزية)
- جلان ستيوارت على موقعبيزبول رفرنس.كوم (الدوري الثانوي) (الإنجليزية)